# لا مودارا
لا مودارا (به اسپانیایی: La Mudarra) یک شهرستان در اسپانیا است که در استان وایادولید واقع شده‌است.